# 冯斯托·科皮
安吉洛·冯斯托·科皮（義大利語：Angelo Fausto Coppi，1919年9月15日—1960年2月2日），是一名在第二次世界大战前后具有主导地位的世界级自行车手。他的成功使他赢得了“冠军中的冠军”的称号。他是一名全能车手。他擅长于爬坡和计时测试，同时他也是个短距离冲刺选手。他五次赢得环意自行车赛冠军（1940年、1947年、1949年、1952年和1953年），两次环法自行车赛冠军（1949年和1952年），以及世界自行车锦标赛冠军（1953年）。其他著名的成就还有5次获得環倫巴底賽冠军，3次获得米蘭–聖雷莫冠军，而且他还获得过巴黎–魯貝和瓦隆之剑冠军，并于1942年创下了室内一小时自行车记录（45.798 km）。

## 伸延閱讀
- Augendre, Jacques. . London: Bromley Books. 2000  [2022-02-14]. ISBN 978-0-9531729-6-2. （原始内容存档于2020-08-01）.
- Buzzati, Dino. . Boulder, Colorado: VeloPress. 1998  [2022-02-14]. ISBN 978-1-884737-51-0. （原始内容存档于2020-07-27）.
- Duker, Peter. . Bognor Regis, UK: New Horizon. 1982  [2022-02-14]. ISBN 978-0-86116-945-0. （原始内容存档于2020-08-01）.
- Fotheringham, William. . London: Yellow Jersey Press. 2009  [2022-02-14]. ISBN 978-0-224-07447-6. （原始内容存档于2020-08-01）.
- Sykes, Herbie. . Rouleur Series. London: A & C Black. 2013  [2022-02-14]. ISBN 978-1-4081-8166-9. （原始内容存档于2020-08-01）.
- Trence, Salvatore. . Yorkshire, UK: Kennedy Brothers. c. 1970  [2022-02-14]. （原始内容存档于2020-08-01）.